# Casalromano
Casalromano (lombardul: Casarimàn) település Olaszországban, Lombardia régióban, Mantova megyében. Lakosainak száma 1497 fő (2023. január 1.). Casalromano Asola, Canneto sull’Oglio, Fiesse, Isola Dovarese és Volongo községekkel határos.

## Népesség
A település népességének változása:
| Lakosok száma | 1486 | 1510 | 1497 |
|               | 2017 | 2018 | 2023 |